# Juzing

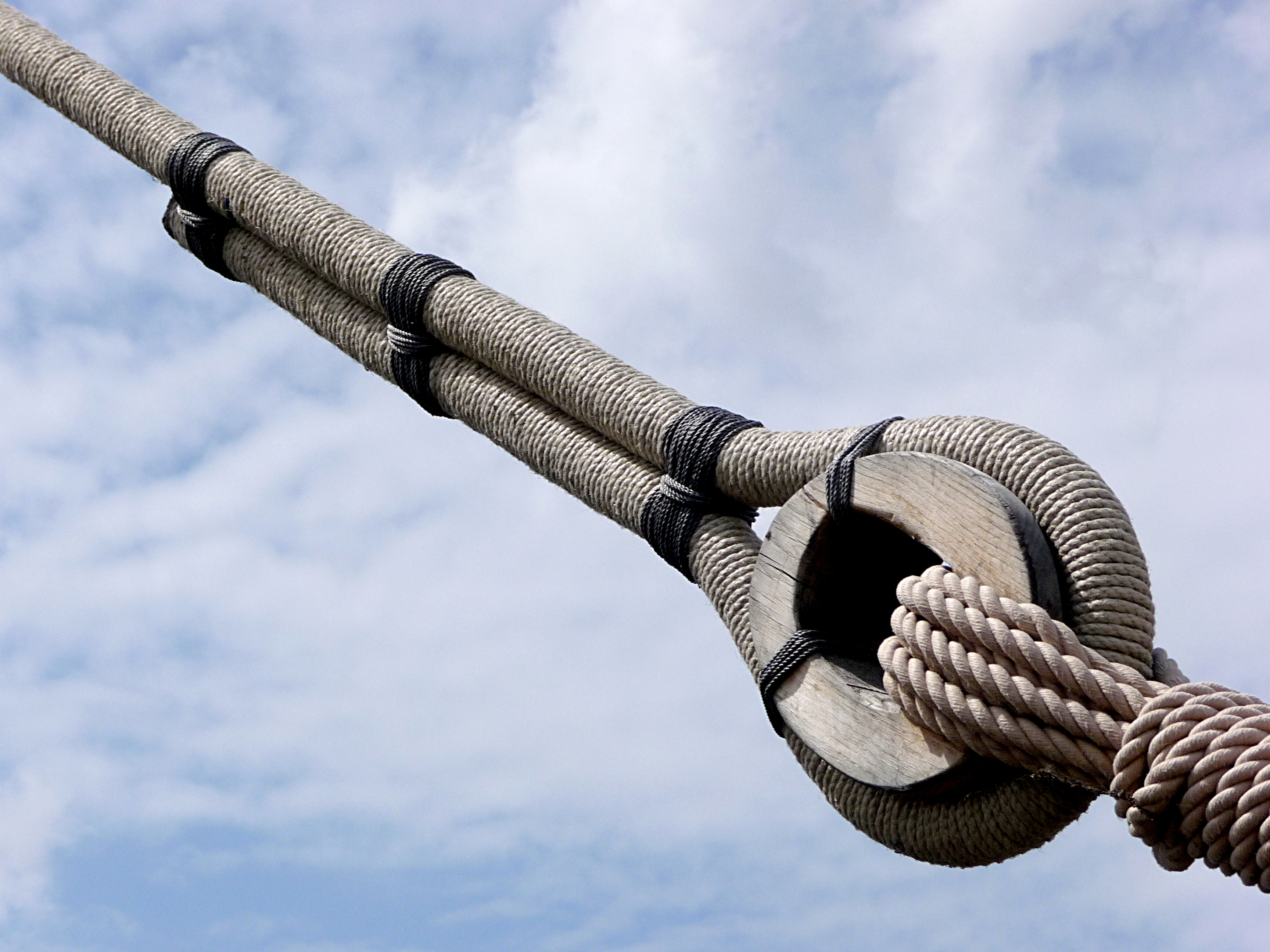
Gruba lina stalowa owinięta juzingiem

Juzing – cienka ale mocna, czasami nasmołowana, linka, niegdyś najczęściej konopna a obecnie z tworzyw sztucznych, wykorzystywana do wielu różnych robót bosmańskich, służąca np. do szycia (naprawiania) żagli, do motowiązania (ochronnego obwijania lin stalowych, np. żeby nie obijały gołym metalem drewnianych części statku) itd.